# Сант'Ермо (Пиза)
Сант'Ермо је насеље у Италији у округу Пиза, региону Тоскана.
Према процени из 2011. у насељу је живело 114 становника. Насеље се налази на надморској висини од 182 м.